# All England 2004
Die All England 2004 im Badminton fanden vom 9. bis 14. März in Birmingham statt. Sie waren die 94. Auflage dieser Veranstaltung. Das Preisgeld betrug 125.000 US-Dollar.

## Austragungsort
- National Indoor Arena

## Sieger und Platzierte
| Disziplin    | Gold                                 | Silber                      | Bronze                         |
| ------------ | ------------------------------------ | --------------------------- | ------------------------------ |
| Herreneinzel | Lin Dan                              | Peter Gade                  | Taufik Hidayat                 |
| Herreneinzel | Lin Dan                              | Peter Gade                  | Ronald Susilo                  |
| Dameneinzel  | Gong Ruina                           | Zhou Mi                     | Mia Audina                     |
| Dameneinzel  | Gong Ruina                           | Zhou Mi                     | Zhang Ning                     |
| Herrendoppel | Jens Eriksen Martin Lundgaard Hansen | Lee Wan Wah Choong Tan Fook | Eng Hian Flandy Limpele        |
| Herrendoppel | Jens Eriksen Martin Lundgaard Hansen | Lee Wan Wah Choong Tan Fook | Cai Yun Fu Haifeng             |
| Damendoppel  | Gao Ling Huang Sui                   | Yang Wei Zhang Jiewen       | Lee Kyung-won Ra Kyung-min     |
| Damendoppel  | Gao Ling Huang Sui                   | Yang Wei Zhang Jiewen       | Wei Yili Zhao Tingting         |
| Mixed        | Kim Dong-moon Ra Kyung-min           | Kim Yong-hyun Lee Hyo-jung  | Nova Widianto Vita Marissa     |
| Mixed        | Kim Dong-moon Ra Kyung-min           | Kim Yong-hyun Lee Hyo-jung  | Jens Eriksen Mette Schjoldager |

## Finalresultate
| Disziplin    | Sieger                               | Finalist                    | Ergebnis          |
| ------------ | ------------------------------------ | --------------------------- | ----------------- |
| Herreneinzel | Lin Dan                              | Peter Gade                  | 9–15, 15–5, 15–8  |
| Dameneinzel  | Gong Ruina                           | Zhou Mi                     | 11–7, 11–7        |
| Herrendoppel | Jens Eriksen Martin Lundgaard Hansen | Lee Wan Wah Choong Tan Fook | 9–15, 15–13, 15–3 |
| Damendoppel  | Gao Ling Huang Sui                   | Yang Wei Zhang Jiewen       | kampflos          |
| Mixed        | Kim Dong-moon Ra Kyung-min           | Kim Yong-hyun Lee Hyo-jung  | 15–8, 17–15       |

## Herreneinzel

### Qualifikant 1
- Wu Yunyong –  Bo Rafn: 15-2 / 15-4
- Graeme Smith –  Joel Gayle: 12-15 / 17-14 / 15-10
- Chris Dednam – (M) Promoted 1: w.o.
- Dotun Akinsanya – (M) Promoted 10: w.o.
- Wu Yunyong –  Chris Dednam: 15-0 / 15-3
- Dotun Akinsanya –  Graeme Smith: 12-15 / 15-13 / 15-5
- Wu Yunyong –  Dotun Akinsanya: 15-4 / 15-3

### Qualifikant 2
- Neil White –  Raj Popat: 15-7 / 15-4
- Jens-Kristian Leth –  Guilherme Kumasaka: 15-0 / 15-0
- Kuan Beng Hong –  Erwin Kehlhoffner: 15-4 / 15-10
- Valiyaveetil Diju –  Stewart Carson: 15-7 / 15-9
- Jens-Kristian Leth –  Neil White: 15-5 / 15-6
- Kuan Beng Hong –  Valiyaveetil Diju: 15-7 / 15-2
- Kuan Beng Hong –  Jens-Kristian Leth: 15-10 / 15-10

### Qualifikant 3
- Wiempie Mahardi –  Lee Power: 15-1 / 15-5
- Sachin Ratti –  Simon Hardcastle: 15-4 / 15-0
- Marcus Jansson –  Simon Maunoury: 15-11 / 15-3
- Ahn Hyun-suk –  Victoria Perez: w.o.
- Wiempie Mahardi –  Ahn Hyun-suk: 15-5 / 15-10
- Sachin Ratti –  Marcus Jansson: 15-6 / 15-5
- Wiempie Mahardi –  Sachin Ratti: 15-8 / 5-15 / 15-9

### Qualifikant 4
- Liao Sheng-shiun –  Michael Christensen: 15-8 / 15-12
- Toby Honey –  Avril Sloane: w.o.
- Eric Pang –  Craig Goddard: w.o.
- Scott Evans –  Rabie Boumassa: w.o.
- Liao Sheng-shiun –  Toby Honey: 15-7 / 15-9
- Eric Pang –  Scott Evans: 15-4 / 15-4
- Liao Sheng-shiun –  Eric Pang: 10-15 / 15-9 / 15-10

### Qualifikant 5
- Kennevic Asuncion –  Rajiv Ouseph: 15-6 / 15-13
- Taufiq Hidayat Akbar –  Arvind Bhat: 17-16 / 15-6
- Gerald Ho Hee Teck –  Chen Chih-hao: 15-9 / 15-6
- Nathan Rice –  Jonas Lyduch: 9-15 / 15-7 / 15-7
- Kennevic Asuncion –  Taufiq Hidayat Akbar: 15-11 / 15-13
- Nathan Rice –  Gerald Ho Hee Teck: 5-15 / 15-2 / 15-11
- Nathan Rice –  Kennevic Asuncion: 12-15 / 17-15 / 15-7

### Qualifikant 6
- Daniel Damgaard –  Ola Fagbemi: 15-9 / 15-5
- Irwansyah –  Gert Künka: 15-3 / 15-12
- Lee Yen Hui Kendrick –  Richmond Odonkor Jurgen: w.o.
- Nicholas Kidd –  Dorte Steenberg: w.o.
- Lee Yen Hui Kendrick –  Nicholas Kidd: 15-9 / 11-15 / 15-8
- Irwansyah –  Daniel Damgaard: 15-11 / 15-8
- Irwansyah –  Lee Yen Hui Kendrick: 15-12 / 15-12

### Qualifikant 7
- Vidre Wibowo –  Sanave Thomas: 15-5 / 11-15 / 15-7
- Andrew Smith –  Abimbola Odejoke: 15-2 / 15-8
- Marleve Mainaky –  Pei Wee Chung: w.o.
- Kasper Madsen –  Josemari Fujimoto: w.o.
- Marleve Mainaky –  Vidre Wibowo: 15-9 / 15-10
- Kasper Madsen –  Andrew Smith: 9-15 / 15-12 / 15-13
- Marleve Mainaky –  Kasper Madsen: 15-2 / 15-11

### Qualifikant 8
- Vladislav Druzchenko –  Thomas Quéré: 15-5 / 15-6
- Sune Gavnholt –  Rohan Kapoor: 15-8 / 15-2
- Andrew South –  Martyn Lewis: 15-10 / 15-8
- Talaybek Tashmatov –  Ait Adel Dahmane: w.o.
- Andrew South –  Sune Gavnholt: 15-3 / 10-15 / 15-5
- Vladislav Druzchenko –  Talaybek Tashmatov: w.o.
- Vladislav Druzchenko –  Andrew South: 10-15 / 15-9 / 15-2

### 1. Runde
- Lin Dan –  Irwansyah: 15-11 / 15-7
- Simon Santoso –  Rasmus Wengberg: 15-8 / 15-4
- Ng Wei –  Björn Joppien: 15-11 / 15-10
- Nikhil Kanetkar –  Chien Yu-hsiu: 15-3 / 13-15 / 15-13
- Shon Seung-mo –  Jim Ronny Andersen: 11-15 / 15-5 / 15-5
- Marleve Mainaky –  Jang Young-soo: 15-7 / 15-5
- Sony Dwi Kuncoro –  Kasper Fangel: 15-3 / 15-5
- Kuan Beng Hong –  Sergio Llopis: 15-11 / 15-7
- Wong Choong Hann –  Vladislav Druzchenko: 15-12 / 15-9
- Muhammad Hafiz Hashim –  Pedro Yang: 15-2 / 17-14
- Anders Boesen –  Jürgen Koch: 15-4 / 15-2
- Bobby Milroy –  Guilherme Pardo: 15-2 / 15-10
- Bao Chunlai –  Roman Spitko: 15-2 / 15-5
- Aamir Ghaffar –  Conrad Hückstädt: 15-4 / 15-9
- Ronald Susilo –  Shoji Sato: 12-15 / 15-1 / 15-5
- Yousuke Nakanishi –  Przemysław Wacha: 15-8 / 15-6
- Liao Sheng-shiun –  Kyle Hunter: 15-9 / 15-2
- Roslin Hashim –  Yuichi Ikeda: 15-3 / 15-13
- Chetan Anand –  Toru Matsumoto: 15-10 / 13-15 / 15-13
- Kenneth Jonassen –  George Rimarcdi: 15-9 / 15-1
- Wiempie Mahardi –  Arturo Ruiz: 15-6 / 15-11
- Peter Gade –  Park Tae-sang: 15-2 / 15-9
- Abhinn Shyam Gupta –  Jan Fröhlich: 15-4 / 15-8
- Chen Hong –  Dicky Palyama: 15-7 / 3-15 / 15-11
- Stephan Wojcikiewicz –  Antti Viitikko: 15-8 / 17-16
- Taufik Hidayat –  Kasper Ødum: 15-7 / 15-13
- Richard Vaughan –  Stuart Brehaut: 15-7 / 15-2
- Xia Xuanze –  Park Sung-hwan: 14-17 / 15-13 / 15-7
- Stanislav Pukhov  –  Nabil Lasmari: 5-15 / 15-3 / 15-6
- Chen Yu  –  Wu Yunyong: 15-9 / 15-3
- Lee Tsuen Seng –  Jens Roch: 15-7 / 15-2
- Lee Hyun-il –  Nathan Rice: 15-5 / 15-5

### Sektion 1
|  | 2. Runde | 2. Runde              | 2. Runde | 2. Runde | 2. Runde |  |  | Achtelfinale | Achtelfinale          | Achtelfinale | Achtelfinale | Achtelfinale |  |  | Viertelfinale    | Viertelfinale | Viertelfinale | Viertelfinale | Viertelfinale |  |  | Halbfinale | Halbfinale | Halbfinale | Halbfinale | Halbfinale |
|  |          |                       |          |          |          |  |  |              |                       |              |              |              |  |  |                  |               |               |               |               |  |  |            |            |            |            |            |
|  |          | Lin Dan               | 15       | 15       |          |  |  |              |                       |              |              |              |  |  |                  |               |               |               |               |  |  |            |            |            |            |            |
|  |          | Simon Santoso         | 5        | 9        |          |  |  |              | Lin Dan               | 15           | 15           |              |  |  |                  |               |               |               |               |  |  |            |            |            |            |            |
|  |          | Ng Wei                | 15       | 15       |          |  |  |              | Ng Wei                | 6            | 2            |              |  |  |                  |               |               |               |               |  |  |            |            |            |            |            |
|  |          | Nikhil Kanetkar       | 7        | 2        |          |  |  |              |                       |              |              |              |  |  | Lin Dan          | 15            | 15            |               |               |  |  |            |            |            |            |            |
|  |          | Sony Dwi Kuncoro      | 15       | 15       |          |  |  |              |                       |              |              |              |  |  | Sony Dwi Kuncoro | 10            | 1             |               |               |  |  |            |            |            |            |            |
|  |          | Kuan Beng Hong        | 8        | 11       |          |  |  |              | Sony Dwi Kuncoro      | 15           | 17           |              |  |  |                  |               |               |               |               |  |  |            |            |            |            |            |
|  |          | Shon Seung-mo         | 15       | 15       |          |  |  |              | Shon Seung-mo         | 11           | 14           |              |  |  |                  |               |               |               |               |  |  |            |            |            |            |            |
|  |          | Marleve Mainaky       | 0        | 0        |          |  |  |              |                       |              |              |              |  |  | Lin Dan          | 15            | 15            |               |               |  |  |            |            |            |            |            |
|  |          | Ronald Susilo         | 15       | 15       |          |  |  |              |                       |              |              |              |  |  | Ronald Susilo    | 6             | 10            |               |               |  |  |            |            |            |            |            |
|  |          | Yousuke Nakanishi     | 13       | 7        |          |  |  |              | Ronald Susilo         | 15           | 15           |              |  |  |                  |               |               |               |               |  |  |            |            |            |            |            |
|  |          | Aamir Ghaffar         | 7        | 15       | 15       |  |  |              | Aamir Ghaffar         | 5            | 6            |              |  |  |                  |               |               |               |               |  |  |            |            |            |            |            |
|  |          | Bao Chunlai           | 15       | 10       | 3        |  |  |              |                       |              |              |              |  |  | Ronald Susilo    | 15            | 9             | 15            |               |  |  |            |            |            |            |            |
|  |          | Anders Boesen         | 15       | 15       |          |  |  |              |                       |              |              |              |  |  | Anders Boesen    | 9             | 15            | 9             |               |  |  |            |            |            |            |            |
|  |          | Bobby Milroy          | 9        | 12       |          |  |  |              | Anders Boesen         | 15           | 15           |              |  |  |                  |               |               |               |               |  |  |            |            |            |            |            |
|  |          | Muhammad Hafiz Hashim | 15       | 15       |          |  |  |              | Muhammad Hafiz Hashim | 9            | 8            |              |  |  |                  |               |               |               |               |  |  |            |            |            |            |            |
|  |          | Wong Choong Hann      | 3        | 3        |          |  |  |              |                       |              |              |              |  |  |                  |               |               |               |               |  |  |            |            |            |            |            |

### Sektion 2
|  | 2. Runde | 2. Runde             | 2. Runde | 2. Runde | 2. Runde |  |  | Achtelfinale | Achtelfinale     | Achtelfinale | Achtelfinale | Achtelfinale |  |  | Viertelfinale  | Viertelfinale | Viertelfinale | Viertelfinale | Viertelfinale |  |  | Halbfinale | Halbfinale | Halbfinale | Halbfinale | Halbfinale |
|  |          |                      |          |          |          |  |  |              |                  |              |              |              |  |  |                |               |               |               |               |  |  |            |            |            |            |            |
|  |          | Peter Gade           | 15       | 15       |          |  |  |              |                  |              |              |              |  |  |                |               |               |               |               |  |  |            |            |            |            |            |
|  |          | Wiempie Mahardi      | 7        | 10       |          |  |  |              | Peter Gade       | 15           | 11           | 15           |  |  |                |               |               |               |               |  |  |            |            |            |            |            |
|  |          | Chen Hong            | 15       | 15       |          |  |  |              | Chen Hong        | 13           | 15           | 8            |  |  |                |               |               |               |               |  |  |            |            |            |            |            |
|  |          | Abhinn Shyam Gupta   | 8        | 5        |          |  |  |              |                  |              |              |              |  |  | Peter Gade     | 15            | 9             | 15            |               |  |  |            |            |            |            |            |
|  |          | Roslin Hashim        | 15       | 15       |          |  |  |              |                  |              |              |              |  |  | Roslin Hashim  | 4             | 15            | 10            |               |  |  |            |            |            |            |            |
|  |          | Liao Sheng-shiun     | 12       | 2        |          |  |  |              | Roslin Hashim    | 7            | 17           | 15           |  |  |                |               |               |               |               |  |  |            |            |            |            |            |
|  |          | Kenneth Jonassen     | 15       | 15       |          |  |  |              | Kenneth Jonassen | 15           | 14           | 14           |  |  |                |               |               |               |               |  |  |            |            |            |            |            |
|  |          | Chetan Anand         | 4        | 5        |          |  |  |              |                  |              |              |              |  |  | Peter Gade     | 15            | 15            |               |               |  |  |            |            |            |            |            |
|  |          | Taufik Hidayat       | 15       | 15       |          |  |  |              |                  |              |              |              |  |  | Taufik Hidayat | 9             | 9             |               |               |  |  |            |            |            |            |            |
|  |          | Stephan Wojcikiewicz | 3        | 5        |          |  |  |              | Taufik Hidayat   | 15           | 15           |              |  |  |                |               |               |               |               |  |  |            |            |            |            |            |
|  |          | Richard Vaughan      | 15       | 7        | 15       |  |  |              | Richard Vaughan  | 11           | 4            |              |  |  |                |               |               |               |               |  |  |            |            |            |            |            |
|  |          | Xia Xuanze           | 9        | 15       | 10       |  |  |              |                  |              |              |              |  |  | Taufik Hidayat | 15            | 15            |               |               |  |  |            |            |            |            |            |
|  |          | Chen Yu              | 15       | 10       | 15       |  |  |              |                  |              |              |              |  |  | Chen Yu        | 8             | 8             |               |               |  |  |            |            |            |            |            |
|  |          | Stanislav Pukhov     | 7        | 15       | 9        |  |  |              | Chen Yu          | 15           | 15           |              |  |  |                |               |               |               |               |  |  |            |            |            |            |            |
|  |          | Lee Hyun-il          | 15       | 17       |          |  |  |              | Lee Hyun-il      | 5            | 5            |              |  |  |                |               |               |               |               |  |  |            |            |            |            |            |
|  |          | Lee Tsuen Seng       | 13       | 14       |          |  |  |              |                  |              |              |              |  |  |                |               |               |               |               |  |  |            |            |            |            |            |

## Dameneinzel

### Qualifikation 1. Runde
- Eriko Hirose –  Hana Procházková: 11-0 / 11-1
- Huang Chia-chi –  Amalie Dynnes Orsted: 11-7 / 11-8
- Nadieżda Zięba –  Caroline Smith: 5-11 / 11-3 / 11-0
- Elizabeth Cann –  Kim Min-seo: 11-5 / 11-5
- Anne Marie Pedersen –  Kati Tolmoff: 11-5 / 11-1
- Trupti Murgunde –  Maiko Ichimiya: 11-5 / 8-11 / 13-10
- Michelle Edwards –  Julie Standley: 11-7 / 11-1
- Wong Mew Choo –  Silvi Antarini: 6-11 / 11-3 / 11-9
- Alyssa Ramdath –  Simone Prutsch: 11-1 / 11-3
- Ha Jung-eun –  Yu Hirayama: 11-8 / 11-1
- Kelly Matthews –  Kennie Asuncion: 11-9 / 11-9
- Shruti Kurien –  Antoinette Uys: 11-1 / 11-2
- Jang Soo-young –  Michelle Douglas: 11-4 / 11-5
- Jwala Gutta –  Solenn Pasturel: 8-11 / 11-4 / 11-4
- Maria Kristin Yulianti –  Julie Pike: 11-2 / 11-2
- Chien Yu-chin –  Harriet Johnson: 11-5 / 11-1

### Qualifikation 2. Runde
- Eriko Hirose –  Huang Chia-chi: 5-11 / 11-3 / 11-7
- Elizabeth Cann –  Nadieżda Zięba: 11-1 / 11-1
- Trupti Murgunde –  Anne Marie Pedersen: 11-6 / 6-11 / 11-5
- Wong Mew Choo –  Michelle Edwards: 11-1 / 11-4
- Kelly Matthews –  Shruti Kurien: 11-9 / 11-2
- Ha Jung-eun –  Alyssa Ramdath: w.o.
- Jang Soo-young –  Jwala Gutta: 11-3 / 11-6
- Maria Kristin Yulianti –  Chien Yu-chin: 11-9 / 11-9

### Qualifikation 3. Runde
- Eriko Hirose –  Elizabeth Cann: 11-4 / 11-5
- Wong Mew Choo –  Trupti Murgunde: 11-8 / 11-0
- Ha Jung-eun –  Kelly Matthews: 11-0 / 11-4
- Jang Soo-young –  Maria Kristin Yulianti: 11-13 / 11-7 / 11-9

### 1. Runde
- Susan Egelstaff –  Elena Sukhareva: 4-11 / 11-9 / 11-1
- Kim Kyeung-ran –  Tracey Hallam: 13-11 / 15-9
- Eriko Hirose –  Dolores Marco: 11-1 / 11-5
- Marina Andrievskaia –  Jang Soo-young: 11-1 / 11-2
- Judith Meulendijks –  Charmaine Reid: 11-2 / 11-0
- Kanako Yonekura –  Seo Yoon-hee: 13-10 / 13-12
- Wong Mew Choo –  Agnese Allegrini: 11-4 / 11-1
- Petra Overzier –  Jill Pittard: 3-11 / 11-6 / 11-2
- Ling Wan Ting –  Anna Rice: 11-5 / 1-11 / 11-3
- Yao Jie –  Aparna Popat: 11-7 / 11-9
- Jun Jae-youn –  Jody Patrick: 11-3 / 11-5
- Dai Yun –  Sara Persson: 11-4 / 11-1
- Ha Jung-eun –  Denyse Julien: 11-1 / 11-3
- Cheng Shao-chieh –  Kamila Augustyn: 11-2 / 11-5
- Kaori Mori –  Xu Huaiwen: 11-5 / 11-3
- Tine Baun –  Kelly Morgan: 11-4 / 13-10

### Sektion 1
|  | 2. Runde | 2. Runde            | 2. Runde | 2. Runde | 2. Runde |  |  | Achtelfinale | Achtelfinale        | Achtelfinale | Achtelfinale | Achtelfinale |  |  | Viertelfinale       | Viertelfinale | Viertelfinale | Viertelfinale | Viertelfinale |  |  | Halbfinale | Halbfinale | Halbfinale | Halbfinale | Halbfinale |
|  |          |                     |          |          |          |  |  |              |                     |              |              |              |  |  |                     |               |               |               |               |  |  |            |            |            |            |            |
|  |          | Gong Ruina          | 11       | 11       |          |  |  |              |                     |              |              |              |  |  |                     |               |               |               |               |  |  |            |            |            |            |            |
|  |          | Karina de Wit       | 7        | 4        |          |  |  |              | Gong Ruina          | 11           | 11           |              |  |  |                     |               |               |               |               |  |  |            |            |            |            |            |
|  |          | Kim Kyeung-ran      | 11       | 11       |          |  |  |              | Kim Kyeung-ran      | 1            | 2            |              |  |  |                     |               |               |               |               |  |  |            |            |            |            |            |
|  |          | Susan Hughes        | 8        | 3        |          |  |  |              |                     |              |              |              |  |  | Gong Ruina          | 8             | 11            | 11            |               |  |  |            |            |            |            |            |
|  |          | Marina Andrievskaia | 11       | 11       |          |  |  |              |                     |              |              |              |  |  | Marina Andrievskaia | 11            | 9             | 6             |               |  |  |            |            |            |            |            |
|  |          | Eriko Hirose        | 7        | 7        |          |  |  |              | Marina Andrievskaia | 11           | 11           |              |  |  |                     |               |               |               |               |  |  |            |            |            |            |            |
|  |          | Tatiana Vattier     | 2        | 1        | w/o      |  |  |              | Tatiana Vattier     | 0            | 2            |              |  |  |                     |               |               |               |               |  |  |            |            |            |            |            |
|  |          | Camilla Martin      | 11       | 2        | ret      |  |  |              |                     |              |              |              |  |  | Gong Ruina          | 11            | 11            |               |               |  |  |            |            |            |            |            |
|  |          | Mia Audina          | 11       | 11       |          |  |  |              |                     |              |              |              |  |  | Mia Audina          | 7             | 3             |               |               |  |  |            |            |            |            |            |
|  |          | Ragna Ingólfsdóttir | 5        | 5        |          |  |  |              | Mia Audina          | 11           | 11           |              |  |  |                     |               |               |               |               |  |  |            |            |            |            |            |
|  |          | Wong Mew Choo       | 5        | 11       | 11       |  |  |              | Wong Mew Choo       | 5            | 5            |              |  |  |                     |               |               |               |               |  |  |            |            |            |            |            |
|  |          | Petra Overzier      | 11       | 4        | 4        |  |  |              |                     |              |              |              |  |  | Mia Audina          | 11            | 11            |               |               |  |  |            |            |            |            |            |
|  |          | Wang Chen           | 11       | 3        | 11       |  |  |              |                     |              |              |              |  |  | Wang Chen           | 5             | 0             |               |               |  |  |            |            |            |            |            |
|  |          | Juliane Schenk      | 8        | 11       | 5        |  |  |              | Wang Chen           | 11           | 11           |              |  |  |                     |               |               |               |               |  |  |            |            |            |            |            |
|  |          | Kanako Yonekura     | 11       | 11       |          |  |  |              | Kanako Yonekura     | 6            | 4            |              |  |  |                     |               |               |               |               |  |  |            |            |            |            |            |
|  |          | Judith Meulendijks  | 9        | 9        |          |  |  |              |                     |              |              |              |  |  |                     |               |               |               |               |  |  |            |            |            |            |            |

### Sektion 2
|  | 2. Runde | 2. Runde         | 2. Runde | 2. Runde | 2. Runde |  |  | Achtelfinale | Achtelfinale   | Achtelfinale | Achtelfinale | Achtelfinale |  |  | Viertelfinale | Viertelfinale | Viertelfinale | Viertelfinale | Viertelfinale |  |  | Halbfinale | Halbfinale | Halbfinale | Halbfinale | Halbfinale |
|  |          |                  |          |          |          |  |  |              |                |              |              |              |  |  |               |               |               |               |               |  |  |            |            |            |            |            |
|  |          | Zhou Mi          | 11       | 11       |          |  |  |              |                |              |              |              |  |  |               |               |               |               |               |  |  |            |            |            |            |            |
|  |          | Lorena Blanco    | 0        | 0        |          |  |  |              | Zhou Mi        | 11           | 11           |              |  |  |               |               |               |               |               |  |  |            |            |            |            |            |
|  |          | Jun Jae-youn     | 11       | 11       |          |  |  |              | Jun Jae-youn   | 1            | 7            |              |  |  |               |               |               |               |               |  |  |            |            |            |            |            |
|  |          | Dai Yun          | 8        | 8        |          |  |  |              |                |              |              |              |  |  | Zhou Mi       | 11            | 13            |               |               |  |  |            |            |            |            |            |
|  |          | Xie Xingfang     | 11       | 11       |          |  |  |              |                |              |              |              |  |  | Xie Xingfang  | 6             | 12            |               |               |  |  |            |            |            |            |            |
|  |          | Ella Karachkova  | 5        | 0        |          |  |  |              | Xie Xingfang   | 13           | 11           |              |  |  |               |               |               |               |               |  |  |            |            |            |            |            |
|  |          | Yao Jie          | 11       | 11       |          |  |  |              | Yao Jie        | 11           | 8            |              |  |  |               |               |               |               |               |  |  |            |            |            |            |            |
|  |          | Ling Wan Ting    | 8        | 8        |          |  |  |              |                |              |              |              |  |  | Zhou Mi       | 11            | 10            | 11            |               |  |  |            |            |            |            |            |
|  |          | Zhang Ning       | 11       | 11       |          |  |  |              |                |              |              |              |  |  | Zhang Ning    | 4             | 13            | 4             |               |  |  |            |            |            |            |            |
|  |          | Julia Mann       | 4        | 3        |          |  |  |              | Zhang Ning     | 11           | 11           |              |  |  |               |               |               |               |               |  |  |            |            |            |            |            |
|  |          | Tine Rasmussen   | 11       | 6        | 11       |  |  |              | Tine Rasmussen | 5            | 5            |              |  |  |               |               |               |               |               |  |  |            |            |            |            |            |
|  |          | Kaori Mori       | 4        | 11       | 8        |  |  |              |                |              |              |              |  |  | Zhang Ning    | 11            | 11            |               |               |  |  |            |            |            |            |            |
|  |          | Pi Hongyan       | 11       | 11       |          |  |  |              |                |              |              |              |  |  | Pi Hongyan    | 3             | 2             |               |               |  |  |            |            |            |            |            |
|  |          | Anu Weckström    | 7        | 0        |          |  |  |              | Pi Hongyan     | 11           | 11           |              |  |  |               |               |               |               |               |  |  |            |            |            |            |            |
|  |          | Ha Jung-eun      | 11       | 11       |          |  |  |              | Ha Jung-eun    | 0            | 0            |              |  |  |               |               |               |               |               |  |  |            |            |            |            |            |
|  |          | Cheng Shao-chieh | 7        | 5        |          |  |  |              |                |              |              |              |  |  |               |               |               |               |               |  |  |            |            |            |            |            |

## Herrendoppel

### Qualifikation 1. Runde
- Chen Qiqiu /  Zhang Jun –  Henrik Andersson /  Fredrik Bergström: 15-12 / 15-13
- Gan Teik Chai /  Koo Kien Keat –  Chris Langridge /  Robin Middleton: 15-8 / 15-10
- Carl Goode /  Steven Higgins –  Stewart Carson /  Dorian James: 3-15 / 15-5 / 15-6
- Stephen Foster /  Chris Tonks –  Andrew Bowman /  Graeme Smith: 15-12 / 15-6

### Qualifikation 2. Runde
- Gan Teik Chai /  Koo Kien Keat –  Chen Qiqiu /  Zhang Jun: 15-6 / 15-2
- Carl Goode /  Steven Higgins –  Stephen Foster /  Chris Tonks: 6-15 / 15-7 / 17-14

### Qualifikation 3. Runde
- Gan Teik Chai /  Koo Kien Keat –  Carl Goode /  Steven Higgins: 15-3 / 15-1

### 1. Runde
- Alvent Yulianto /  Luluk Hadiyanto –  Jim Laugesen /  Carsten Mogensen: 15-11 / 15-9
- Imanuel Hirschfeld /  Jörgen Olsson –  Manuel Dubrulle /  Mihail Popov: 15-9 / 12-15 / 15-11
- Gan Teik Chai /  Koo Kien Keat –  Tesana Panvisavas /  Pramote Teerawiwatana: 15-13 / 8-15 / 15-13
- Anthony Clark /  Nathan Robertson –  Halim Haryanto /  Candra Wijaya: 15-13 / 15-9
- Keita Masuda /  Tadashi Ohtsuka –  Howard Bach /  Kevin Han: 15-11 / 15-5
- Michał Łogosz /  Robert Mateusiak –  Erwin Kehlhoffner /  Thomas Quéré: 15-7 / 15-10
- Yuichi Ikeda /  Shoji Sato –  Ingo Kindervater /  Björn Siegemund: 5-15 / 17-16 / 15-9
- Jean-Michel Lefort /  Svetoslav Stoyanov –  José Antonio Crespo /  Sergio Llopis: 8-15 / 15-8 / 15-9
- Stanislav Pukhov  /  Nikolai Sujew –  Chien Yu-hsun /  Huang Shih-chung: 15-5 / 5-15 / 15-9
- Sigit Budiarto /  Tri Kusharyanto –  Chan Chong Ming /  Chew Choon Eng: 15-2 / 15-3
- Thomas Laybourn /  Peter Steffensen –  Patapol Ngernsrisuk /  Sudket Prapakamol: 15-8 / 15-8
- Cheng Rui /  Wang Wei –  Liu Kwok Wa /  Albertus Susanto Njoto: 17-15 / 15-4
- Mathias Boe /  Michael Lamp –  Shuichi Nakao /  Shuichi Sakamoto: 15-12 / 15-9
- Kim Yong-hyun /  Yim Bang-eun –  Guilherme Pardo /  Guilherme Kumasaka: 15-2 / 15-6
- Robert Blair /  Marleve Mainaky –  Lee Sung-yuan /  Lin Wei-hsiang: 17-15 / 15-8
- Mike Beres /  Kyle Hunter –  Giorgos Patis /  Theodoros Velkos: w.o.

### 2. Runde
- Lars Paaske /  Jonas Rasmussen –  Jochen Cassel /  Joachim Tesche: 15-2 / 15-4
- Alvent Yulianto /  Luluk Hadiyanto –  Imanuel Hirschfeld /  Jörgen Olsson: 15-5 / 15-8
- Choong Tan Fook /  Lee Wan Wah –  Tsai Chia-hsin /  Tseng Chung-lin: 15-10 / 15-9
- Anthony Clark /  Nathan Robertson –  Gan Teik Chai /  Koo Kien Keat: 11-15 / 15-9 / 15-9
- Cai Yun /  Fu Haifeng –  David Lindley /  Ian Palethorpe: 15-5 / 15-6
- Keita Masuda /  Tadashi Ohtsuka –  Mike Beres /  Kyle Hunter: 15-5 / 15-5
- Lee Dong-soo /  Yoo Yong-sung –  Jeon Jun-bum /  Yoo Yeon-seong: 15-5 / 15-4
- Michał Łogosz /  Robert Mateusiak –  Yuichi Ikeda /  Shoji Sato: 15-9 / 15-9
- Stanislav Pukhov  /  Nikolai Sujew –  Jean-Michel Lefort /  Svetoslav Stoyanov: 5-15 / 15-7 / 15-8
- Sang Yang /  Zheng Bo –  Kristof Hopp /  Björn Joppien: 15-6 / 15-9
- Sigit Budiarto /  Tri Kusharyanto –  Thomas Laybourn /  Peter Steffensen: 15-6 / 15-9
- Jens Eriksen /  Martin Lundgaard Hansen –  Tijs Creemers /  Jürgen Wouters: 15-3 / 15-0
- Mathias Boe /  Michael Lamp –  Cheng Rui /  Wang Wei: 15-10 / 9-15 / 17-14
- Eng Hian /  Flandy Limpele –  Matthew Hughes /  Martyn Lewis: 15-9 / 15-4
- Kim Yong-hyun /  Yim Bang-eun –  Robert Blair /  Marleve Mainaky: 15-5 / 15-1
- Ha Tae-kwon /  Kim Dong-moon –  Ashley Brehaut /  Travis Denney: 15-3 / 15-1

### Achtelfinale
- Lars Paaske /  Jonas Rasmussen –  Alvent Yulianto /  Luluk Hadiyanto: 15-3 / 15-5
- Choong Tan Fook /  Lee Wan Wah –  Anthony Clark /  Nathan Robertson: 2-15 / 15-5 / 17-15
- Cai Yun /  Fu Haifeng –  Keita Masuda /  Tadashi Ohtsuka: 15-9 / 15-4
- Lee Dong-soo /  Yoo Yong-sung –  Michał Łogosz /  Robert Mateusiak: 15-9 / 15-5
- Sang Yang /  Zheng Bo –  Stanislav Pukhov  /  Nikolai Sujew: 15-5 / 13-15 / 15-4
- Jens Eriksen /  Martin Lundgaard Hansen –  Sigit Budiarto /  Tri Kusharyanto: 15-4 / 15-11
- Eng Hian /  Flandy Limpele –  Mathias Boe /  Michael Lamp: 15-2 / 15-8
- Kim Yong-hyun /  Yim Bang-eun –  Ha Tae-kwon /  Kim Dong-moon: 15-6 / 15-6

### Viertelfinale
- Choong Tan Fook /  Lee Wan Wah –  Lars Paaske /  Jonas Rasmussen: 15-13 / 15-11
- Cai Yun /  Fu Haifeng –  Lee Dong-soo /  Yoo Yong-sung: 15-1 / 15-8
- Jens Eriksen /  Martin Lundgaard Hansen –  Sang Yang /  Zheng Bo: 15-4 / 15-8
- Eng Hian /  Flandy Limpele –  Kim Yong-hyun /  Yim Bang-eun: 15-3 / 15-13

### Halbfinale
- Choong Tan Fook /  Lee Wan Wah –  Cai Yun /  Fu Haifeng: 17-15 / 15-10
- Jens Eriksen /  Martin Lundgaard Hansen –  Eng Hian /  Flandy Limpele: 9-15 / 15-1 / 15-6

### Finale
- Jens Eriksen /  Martin Lundgaard Hansen –  Choong Tan Fook /  Lee Wan Wah: 9-15 / 15-13 / 15-3

## Damendoppel

### Qualifikation 1. Runde
- Lee Young-suk /  Natalie Munt –  Lena Frier Kristiansen /  Kamilla Rytter Juhl: 15-4 / 12-15 / 15-4
- Ekaterina Ananina /  Irina Ruslyakova –  Michelle Douglas /  Susan Egelstaff: 15-7 / 15-4
- Jwala Gutta /  Shruti Kurien –  Pi Hongyan /  Victoria Wright: 15-8 / 15-7
- Jane Crabtree /  Kate Wilson-Smith –  Petra Overzier /  Nicol Pitro: 15-11 / 15-13

### Qualifikation 2. Runde
- Ekaterina Ananina /  Irina Ruslyakova –  Lee Young-suk /  Natalie Munt: 15-6 / 17-14
- Jwala Gutta /  Shruti Kurien –  Jane Crabtree /  Kate Wilson-Smith: 15-9 / 15-8

### Qualifikation 3. Runde
- Ekaterina Ananina /  Irina Ruslyakova –  Jwala Gutta /  Shruti Kurien: 12-15 / 15-2 / 15-12

### 1. Runde
- Yang Wei /  Zhang Jiewen –  Jang Soo-young /  Kim Min-seo: 15-2 / 15-2
- Chin Eei Hui /  Wong Pei Tty –  Judith Baumeyer /  Fabienne Baumeyer: 15-1 / 15-0
- Nicole Grether /  Juliane Schenk –  Seiko Yamada /  Shizuka Yamamoto: 15-8 / 17-16
- Apriliana Rintan /  Liliyana Natsir –  Ekaterina Ananina /  Irina Ruslyakova: 15-4 / 15-4
- Wei Yili /  Zhao Tingting –  Ella Tripp /  Joanne Nicholas: 15-5 / 15-5
- Chang Yun-ju /  Yang Chia-chen –  Helen Nichol /  Charmaine Reid: 15-12 / 14-17 / 15-7
- Hwang Yu-mi /  Lee Hyo-jung –  Felicity Gallup /  Joanne Muggeridge: 15-6 / 15-4
- Pernille Harder /  Mette Schjoldager –  Louisa Koon Wai Chee /  Li Wing Mui: 15-3 / 15-5
- Jo Novita /  Lita Nurlita –  Denyse Julien /  Anna Rice: 15-7 / 15-4
- Cheng Wen-hsing /  Chien Yu-chin –  Mia Audina /  Lotte Jonathans: 15-12 / 15-11
- Kumiko Ogura /  Reiko Shiota –  Carina Mette /  Kathrin Piotrowski: 13-15 / 15-3 / 15-8
- Gao Ling /  Huang Sui –  Elena Shimko /  Marina Yakusheva: 15-3 / 15-3
- Ann-Lou Jørgensen /  Rikke Olsen –  Liza Parker /  Suzanne Rayappan: 15-5 / 15-1
- Kamila Augustyn /  Nadieżda Zięba –  Sathinee Chankrachangwong /  Saralee Thungthongkam: 15-8 / 7-15 / 15-13
- Lee Kyung-won /  Ra Kyung-min –  Zhang Dan /  Zhang Yawen: 15-4 / 15-11
- Kirsteen McEwan /  Rita Yuan Gao –  Gail Emms /  Donna Kellogg: w.o.

### Achtelfinale
- Yang Wei /  Zhang Jiewen –  Chin Eei Hui /  Wong Pei Tty: 15-6 / 15-8
- Nicole Grether /  Juliane Schenk –  Apriliana Rintan /  Liliyana Natsir: 15-1 / 15-3
- Wei Yili /  Zhao Tingting –  Chang Yun-ju /  Yang Chia-chen: 15-1 / 15-6
- Hwang Yu-mi /  Lee Hyo-jung –  Pernille Harder /  Mette Schjoldager: 15-4 / 15-12
- Jo Novita /  Lita Nurlita –  Cheng Wen-hsing /  Chien Yu-chin: 15-8 / 15-7
- Gao Ling /  Huang Sui –  Kumiko Ogura /  Reiko Shiota: 15-8 / 15-0
- Ann-Lou Jørgensen /  Rikke Olsen –  Kirsteen McEwan /  Rita Yuan Gao: 15-3 / 15-3
- Lee Kyung-won /  Ra Kyung-min –  Kamila Augustyn /  Nadieżda Zięba: 15-4 / 15-2

### Viertelfinale
- Yang Wei /  Zhang Jiewen –  Nicole Grether /  Juliane Schenk: 15-2 / 15-4
- Wei Yili /  Zhao Tingting –  Hwang Yu-mi /  Lee Hyo-jung: 17-15 / 15-5
- Gao Ling /  Huang Sui –  Jo Novita /  Lita Nurlita: 15-7 / 15-3
- Lee Kyung-won /  Ra Kyung-min –  Ann-Lou Jørgensen /  Rikke Olsen: 15-11 / 15-4

### Halbfinale
- Yang Wei /  Zhang Jiewen –  Wei Yili /  Zhao Tingting: 15-5 / 15-1
- Gao Ling /  Huang Sui –  Lee Kyung-won /  Ra Kyung-min: 9-15 / 15-4 / 17-14

### Finale
- Gao Ling /  Huang Sui –  Yang Wei /  Zhang Jiewen: w.o.

## Mixed

### Qualifikation 1. Runde
- Cheng Rui /  Zhang Yawen –  Koo Kien Keat /  Chin Eei Hui: 15-7 / 15-13
- Thomas Laybourn /  Kamilla Rytter Juhl –  Kennevic Asuncion /  Kennie Asuncion: 15-4 / 17-16
- Yim Bang-eun /  Hwang Yu-mi –  Chris Dednam /  Antoinette Uys: 15-6 / 15-2
- Peter Steffensen /  Lena Frier Kristiansen –  Jeon Jun-bum /  Kim Min-seo: 15-3 / 17-16
- Stephen Foster /  Kelly Matthews –  Gan Teik Chai /  Wong Pei Tty: 15-12 / 15-9
- Nikolai Sujew /  Marina Yakusheva –  Tijs Creemers /  Jane Crabtree: 15-2 / 15-12
- Dorian James /  Michelle Edwards –  Chris Langridge /  Hayley Connor: 9-15 / 15-11 / 15-11
- Yoo Yeon-seong /  Ha Jung-eun –  Chris Tonks /  Suzanne Rayappan: 14-17 / 15-7 / 17-14

### Qualifikation 2. Runde
- Cheng Rui /  Zhang Yawen –  Thomas Laybourn /  Kamilla Rytter Juhl: 15-10 / 15-4
- Yim Bang-eun /  Hwang Yu-mi –  Peter Steffensen /  Lena Frier Kristiansen: 15-8 / 15-5
- Nikolai Sujew /  Marina Yakusheva –  Stephen Foster /  Kelly Matthews: 15-6 / 15-4
- Yoo Yeon-seong /  Ha Jung-eun –  Dorian James /  Michelle Edwards: 15-6 / 15-5

### Qualifikation 3. Runde
- Cheng Rui /  Zhang Yawen –  Yim Bang-eun /  Hwang Yu-mi: 11-15 / 15-9 / 15-9
- Nikolai Sujew /  Marina Yakusheva –  Yoo Yeon-seong /  Ha Jung-eun: 17-15 / 13-15 / 15-8

### 1. Runde
- Kim Dong-moon /  Ra Kyung-min –  Björn Siegemund /  Nicol Pitro: 15-6 / 15-11
- Tadashi Ohtsuka /  Shizuka Yamamoto –  José Antonio Crespo /  Dolores Marco: 15-4 / 15-3
- Jonas Rasmussen /  Rikke Olsen –  Chris Bruil /  Lotte Jonathans: 15-13 / 15-12
- Lars Paaske /  Pernille Harder –  Mike Beres /  Jody Patrick: 15-9 / 15-7
- Nathan Robertson /  Gail Emms –  Matthew Hughes /  Joanne Muggeridge: 15-3 / 15-7
- Nova Widianto /  Vita Marissa –  Michael Lamp /  Ann-Lou Jørgensen: 15-9 / 15-9
- Chen Qiqiu /  Zhao Tingting –  Jörgen Olsson /  Frida Andreasson: 15-5 / 15-4
- Simon Archer /  Donna Kellogg –  Svetoslav Stoyanov /  Victoria Wright: 15-10 / 15-8
- Robert Blair /  Natalie Munt –  Philippe Bourret /  Denyse Julien: 15-4 / 15-10
- Sudket Prapakamol /  Saralee Thungthongkam –  Kristof Hopp /  Kathrin Piotrowski: 15-6 / 15-5
- Cheng Rui /  Zhang Yawen –  Anggun Nugroho /  Eny Widiowati: 15-11 / 15-6
- Kim Yong-hyun /  Lee Hyo-jung –  Travis Denney /  Kate Wilson-Smith: 15-2 / 15-11
- Wang Wei /  Zhang Jiewen –  Anthony Clark /  Kirsteen McEwan: 15-12 / 15-8
- Jens Eriksen /  Mette Schjoldager –  Nikolai Sujew /  Marina Yakusheva: 15-4 / 15-9
- Tsai Chia-hsin /  Cheng Wen-hsing –  Daniel Shirley /  Sara Runesten-Petersen: 15-11 / 15-11
- Zhang Jun /  Gao Ling –  Fredrik Bergström /  Johanna Persson: 15-3 / 15-8

### Achtelfinale
- Kim Dong-moon /  Ra Kyung-min –  Tadashi Ohtsuka /  Shizuka Yamamoto: 15-5 / 15-10
- Lars Paaske /  Pernille Harder –  Jonas Rasmussen /  Rikke Olsen: 17-16 / 15-10
- Nova Widianto /  Vita Marissa –  Nathan Robertson /  Gail Emms: 15-9 / 4-15 / 15-11
- Robert Blair /  Natalie Munt –  Sudket Prapakamol /  Saralee Thungthongkam: 15-6 / 15-11
- Kim Yong-hyun /  Lee Hyo-jung –  Cheng Rui /  Zhang Yawen: 15-10 / 11-15 / 15-13
- Jens Eriksen /  Mette Schjoldager –  Wang Wei /  Zhang Jiewen: 15-9 / 15-7
- Tsai Chia-hsin /  Cheng Wen-hsing –  Zhang Jun /  Gao Ling: 6-15 / 17-16 / 17-14
- Chen Qiqiu /  Zhao Tingting –  Simon Archer /  Donna Kellogg: w.o.

### Viertelfinale
- Kim Dong-moon /  Ra Kyung-min –  Lars Paaske /  Pernille Harder: 15-5 / 15-5
- Nova Widianto /  Vita Marissa –  Chen Qiqiu /  Zhao Tingting: 15-8 / 13-15 / 15-9
- Kim Yong-hyun /  Lee Hyo-jung –  Robert Blair /  Natalie Munt: 15-11 / 9-15 / 15-10
- Jens Eriksen /  Mette Schjoldager –  Tsai Chia-hsin /  Cheng Wen-hsing: 15-7 / 15-6

### Halbfinale
- Kim Dong-moon /  Ra Kyung-min –  Nova Widianto /  Vita Marissa: 15-9 / 15-9
- Kim Yong-hyun /  Lee Hyo-jung –  Jens Eriksen /  Mette Schjoldager: 8-15 / 15-7 / 15-8

### Finale
- Kim Dong-moon /  Ra Kyung-min –  Kim Yong-hyun /  Lee Hyo-jung: 15-8 / 17-15